# Saint-Étienne-d’Albagnan
Saint-Étienne-d’Albagnan (okzitanisch: Lo Mas de la Gleisa) ist eine französische Gemeinde mit 301 Einwohnern (Stand: 1. Januar 2022) im Département Hérault in der Region Okzitanien. Sie gehört zum Arrondissement Béziers und zum Kanton Saint-Pons-de-Thomières. Die Einwohner werden Stéphanois bzw.  Albagnanais genannt.

## Geographie
Die Gemeinde Saint-Étienne-d’Albagnan liegt im Regionalen Naturpark Haut-Languedoc (Parc naturel régional du Haut-Languedoc) in den östlichen Ausläufern der Montagne Noire, etwa 35 Kilometer nordwestlich von Béziers am Fluss Jaur. Umgeben wird Saint-Étienne-d’Albagnan von den Nachbargemeinden Fraisse-sur-Agout im Nordwesten und Norden, Saint-Vincent-d’Olargues im Norden, Olargues im Osten, Ferrières-Poussarou im Südosten und Süden, Riols im Südwesten und Westen sowie Prémian im Westen.

## Bevölkerungsentwicklung
| Jahr                       | 1962 | 1968 | 1975 | 1982 | 1990 | 1999 | 2006 | 2012 | 2020 |
| Einwohner                  | 364  | 319  | 256  | 218  | 253  | 271  | 292  | 323  | 299  |
| Quellen: Cassini und INSEE |      |      |      |      |      |      |      |      |      |

## Sehenswürdigkeiten
- Kapelle Notre-Dame in Trédos aus dem 17./18. Jahrhundert
- Brücke über den Jaur

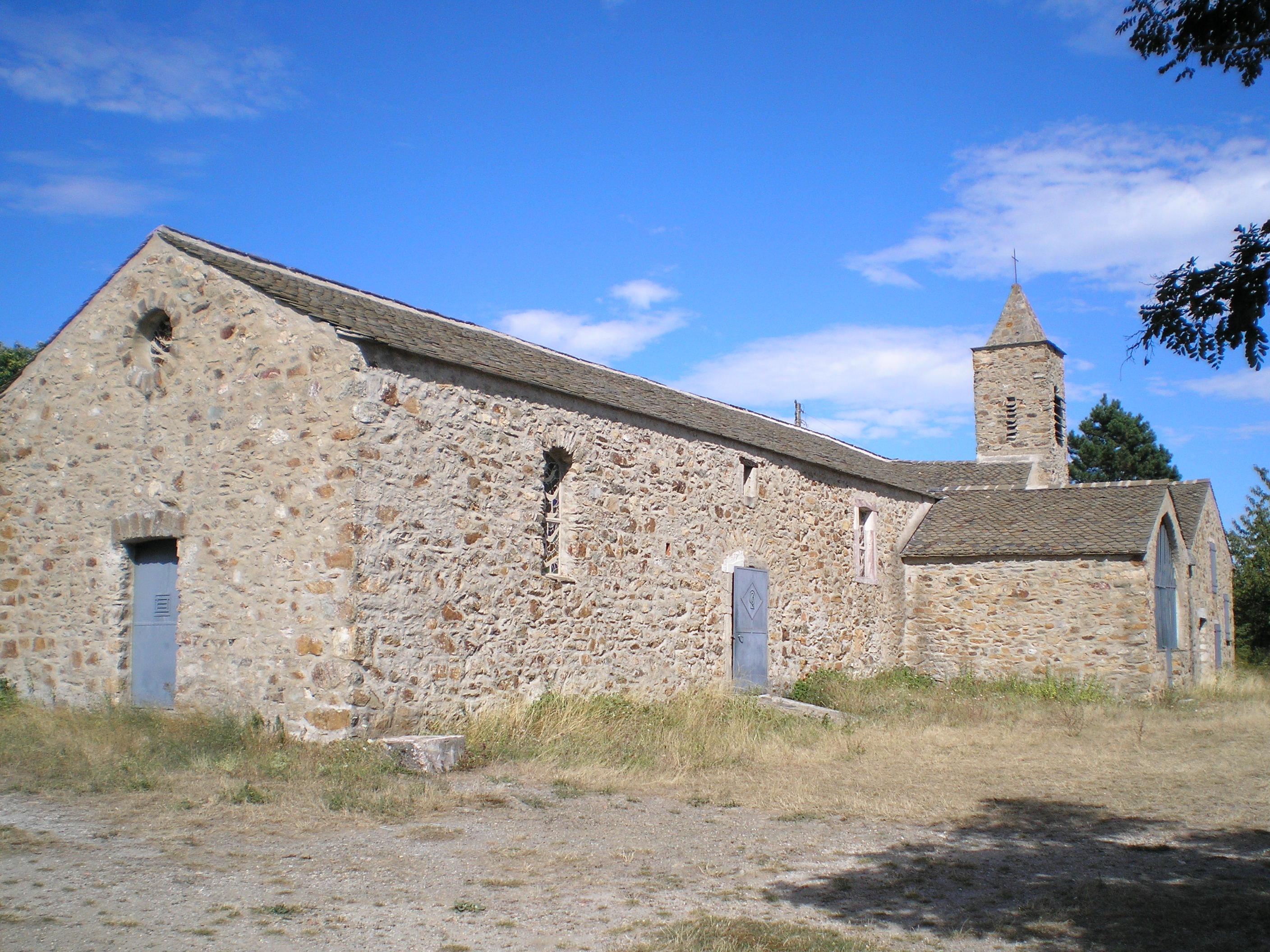
Kapelle Notre-Dame in Trédos
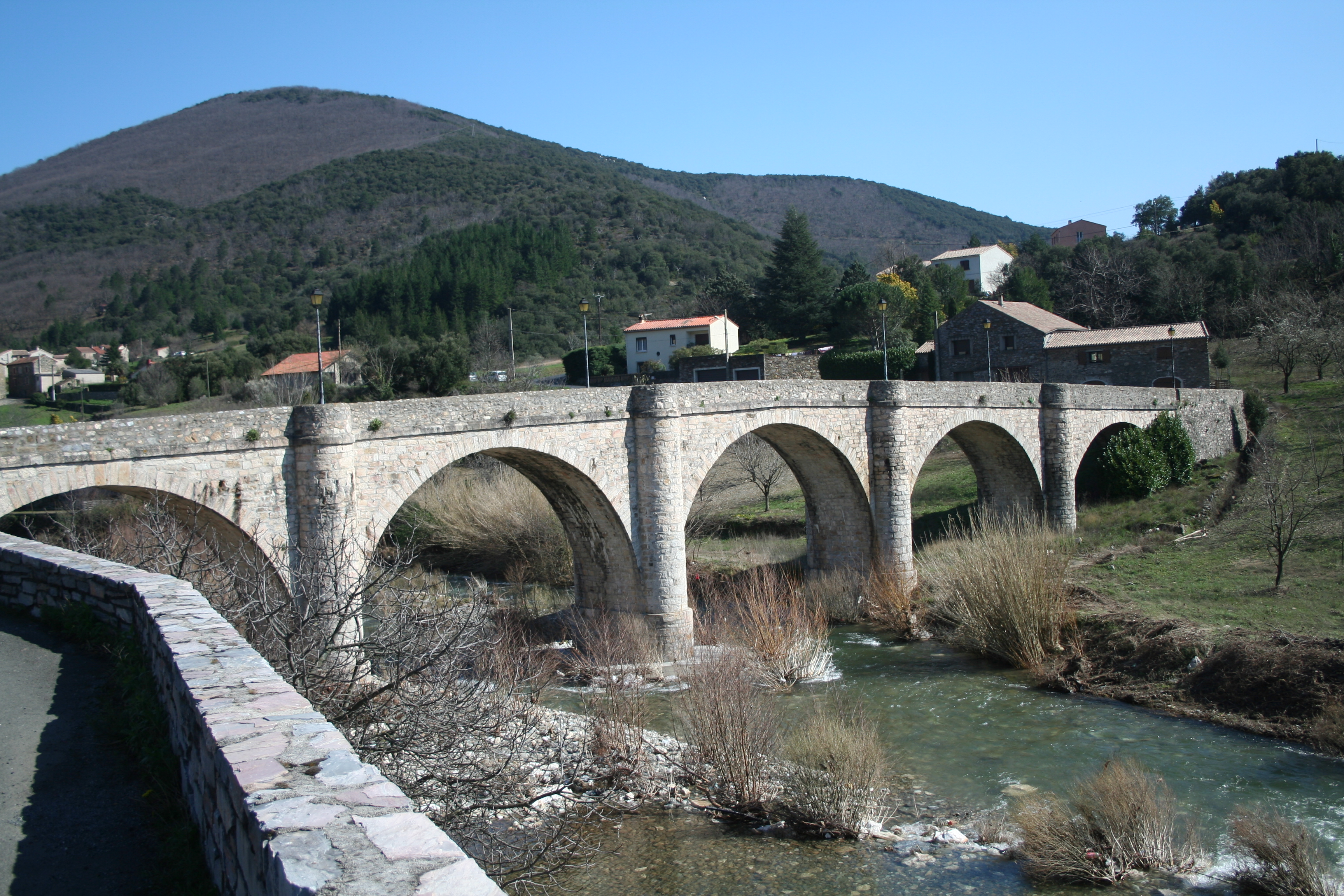
Brücke über den Jaur
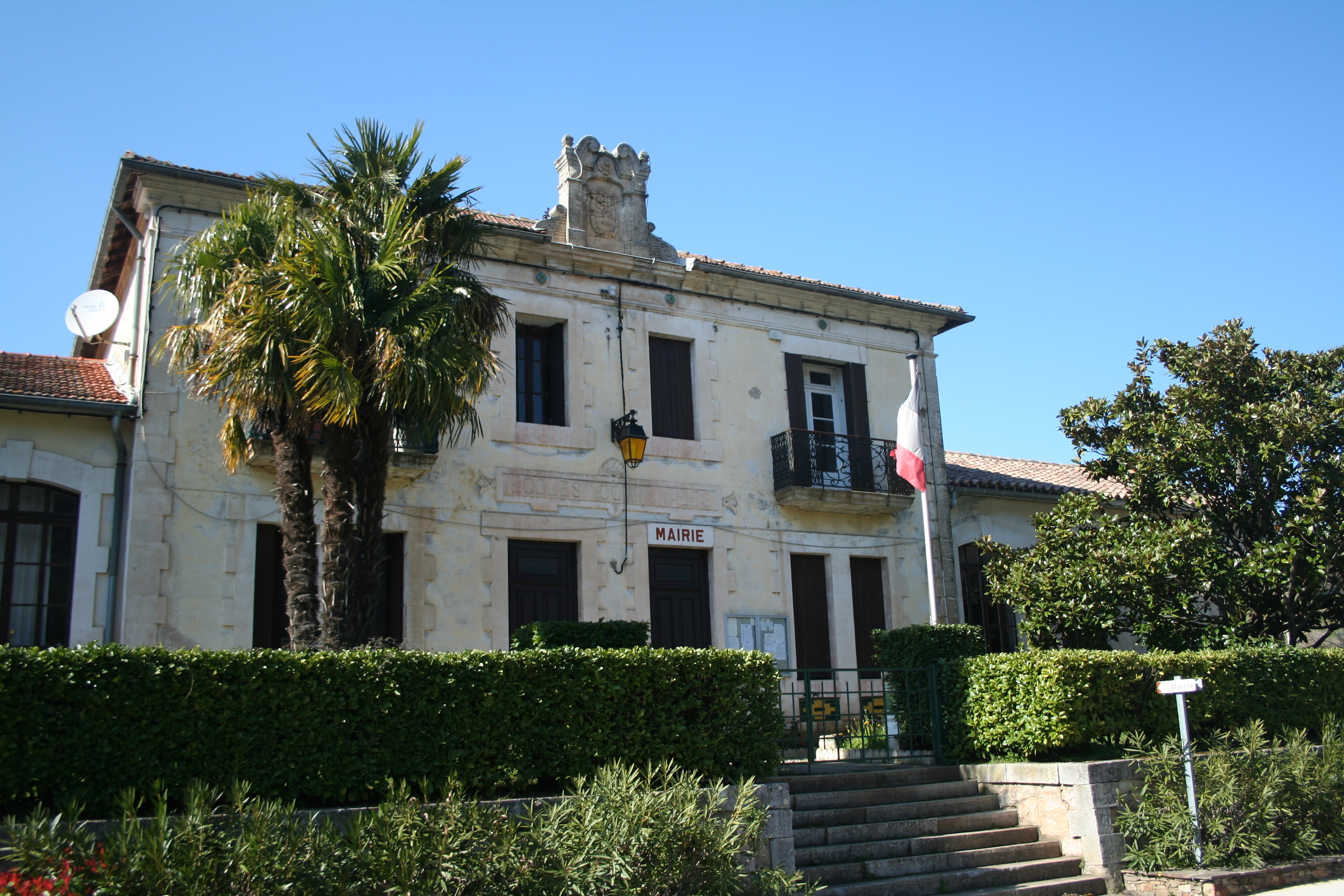
Rathaus (Mairie)